# Jaroslav Šíp
Jaroslav Šíp (24 novembre 1930 – 6 novembre 2014) è stato un cestista e allenatore di pallacanestro cecoslovacco.

## Carriera
Con la Cecoslovacchia ha disputato i Giochi olimpici di Helsinki 1952 e cinque edizioni dei Campionati europei (1951, 1953, 1955, 1957, 1959).

## Palmarès

### Giocatore
- Campionato cecoslovacco: 5

ATK Praga: 1953-54, 1954-55, 1955-56
Slovan Orbis Praga: 1956-57, 1958-59

### Allenatore
- Campionato cecoslovacco: 8

Slavia VŠ Praga: 1964-65, 1965-66, 1969-70, 1970-71, 1971-72, 1973-74, 1980-81, 1981-82
- Coppa delle Coppe: 1

Slavia VŠ Praga: 1968-69